# 近藤滋弥

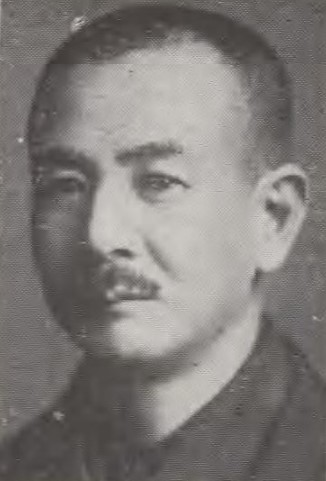
近藤滋弥

近藤 滋弥（滋彌、こんどう しげや、1882年（明治15年）9月17日 - 1953年（昭和28年）8月20日）は、明治から昭和期の造船技術者、実業家、政治家、華族。貴族院男爵議員。

## 経歴
実業家・近藤廉平の三男として生まれる。父の死去に伴い、1921年（大正10年）2月28日、男爵を襲爵した。
1909年（明治42年）イギリスのグラスゴー大学造船科を卒業。1911年（明治44年）東京市電気局技師に就任。以後、横浜船渠専務取締役、三光紡績社長、日本光学工業監査役などを務めた。
1925年（大正14年）7月10日、貴族院男爵議員に選出され、公正会に所属して活動し1947年（昭和22年）5月2日の貴族院廃止まで3期在任した。

## 親族
- 妻：信子（松平頼和長女）[1]
- 男子：真和（近藤記念海事財団理事長）[1]